# Rajmahal
Rajmahal è una città dell'India di 17.974 abitanti, situata nel distretto di Sahibganj, nello stato federato del Jharkhand. In base al numero di abitanti la città rientra nella classe IV (da 10.000 a 19.999 persone).

## Geografia fisica
La città è situata a 25° 02' 56 N e 87° 50' 17 E.

## Società

### Evoluzione demografica
Al censimento del 2001 la popolazione di Rajmahal assommava a 17.974 persone, delle quali 9.400 maschi e 8.574 femmine. I bambini di età inferiore o uguale ai sei anni assommavano a 3.381, dei quali 1.703 maschi e 1.678 femmine. Infine, coloro che erano in grado di saper almeno leggere e scrivere erano 8.543, dei quali 5.186 maschi e 3.357 femmine.